# Martha Estrada
Martha Helena Estrada Aybar (Caracas, Venezuela; 5 de marzo de 1967) es una actriz venezolana, miembro del Grupo Actoral 80. Ha sido merecedora en dos oportunidades el Premio Marco Antonio Ettedgui.

## Biografía
Hija de padre español y madre dominicana, radicados en Venezuela, es la primera de cinco hermanos. Su infancia transcurrió en San Antonio de los Altos, Estado Miranda.
A los 7 años inició estudios de ballet y canto coral. En el año 1981 comenzó  sus primeras incursiones en arte dramático al participar en obras de teatro escolares. En 1983 se inicia formalmente como actriz en el Grupo Teatral Gulima, de San Antonio de los Altos. Al año siguiente, ingresa a la Escuela Nacional de Artes Escénicas César Rengifo, de donde egresa en 1988, en la Mención Actuación. Allí recibió clases con maestros de la actuación como Enrique Porte Villasana, Esteban Herrera, Ligia Tapias y Carlos Ospino.

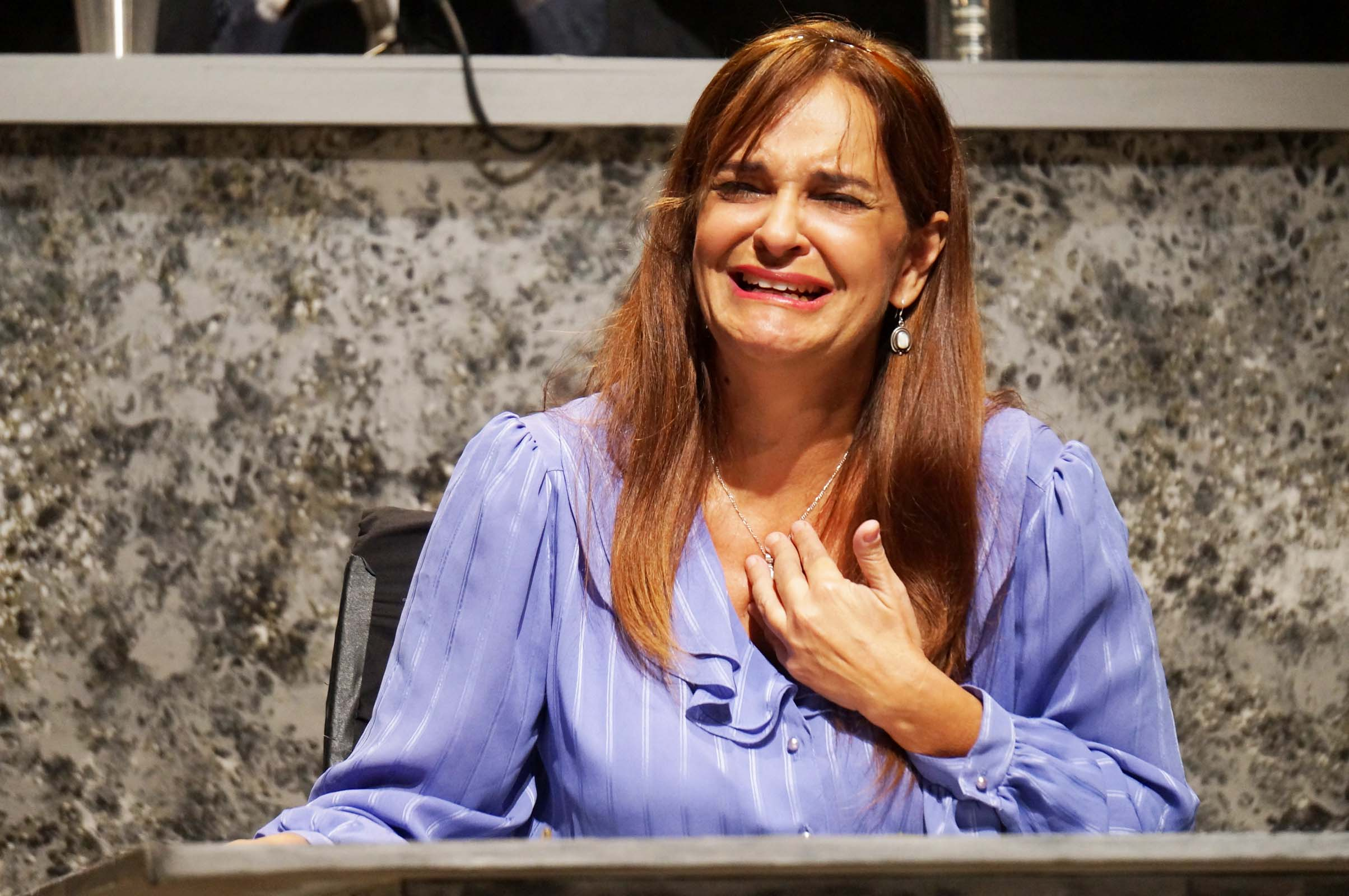
Martha Estrada en la obra Terror de Ferdinand Von Schirach. Fotografía de Lil Quintero.

En 1988, realizó el Taller Intensivo de Actuación con el maestro ruso Wladimir Pechkine. Entre los años 1989 y 1993, realizó talleres de actuación en el Centro Latinoamericano de Creación e Investigación Teatral (CELCIT), con el maestro Juan Carlos Gené, la maestra Verónica Oddó, Guillermo Heras, Alberto Ísola, entre otros. También realizó talleres de voz con la reconocida maestra Felicia Canetti. En 1994, el director Héctor Manrique la invita a formar parte como actriz del reconocido Grupo Actoral 80, (GA 80), en el cual ha permanecido hasta ahora.
Actuó por primera vez para televisión en 1996, en la telenovela Volver a vivir interpretando a Yamileth, un personaje escrito para ella por Fausto Verdial. En cine ha participado en largometrajes de reconocidos directores venezolanos como Román Chalbaud, Mariana Rondón, Solveig Hoogesteijn, Luis Alberto Lamata, entre otros.
En el ámbito musical, en 1996 comenzó sus estudios de canto con  el maestro Humberto Diez. Los continúa en el Conservatorio de Música Simón Bolívar  con los maestros Irina Nicolescu  y Claudio Muskus, y posteriormente del 2001 al 2005 estudia canto lírico con la maestra Margot Pares-Reyna en el Instituto Universitario de Estudios Musicales (IUDEM), actual Universidad Nacional Experimental de las Artes (UNEARTE). Desde el año 1993 hasta el 2006 formó parte como cantante, de la agrupación humorística Folí Vergué Takititá, dirigida por Menahem Belilty y con la cual se presentó en varias salas de teatro de todo el país y en el Festival de Bogotá del Humor (1997). También formó un dúo guitarra y voz con el reconocido guitarrista David de Los Reyes y fue vocalista de la agrupación Bicicletas con vista al mar. 
Desde el año 2021 se encuentra radicada en Tenerife, Islas Canarias, donde ha continuado con su prolífica labor actoral dando vida a personajes en obras de destacados autores.

## Teatro
| Año  | Obra                                                        | Autor                                                 | Director                       | Personaje                 |
| ---- | ----------------------------------------------------------- | ----------------------------------------------------- | ------------------------------ | ------------------------- |
| 1985 | La Isla de los Soñín                                        | Rafael Rodríguez "RARS"                               | Rafael Rodríguez "RARS"        | Pilín Soñín               |
| 1986 | Romeo y Julieta                                             | William Shakespeare Versión: Miguel Otero Silva       | Franklin Tovar                 | Julieta                   |
| 1986 | Amor de Don Perlimplín con Belisa en su jardín              | Federico García Lorca                                 | Oscar Acosta                   | El Duende                 |
| 1987 | Aquarium                                                    | Salomón Adames                                        | Salomón Adames                 | Varios                    |
| 1988 | El testamento del perro                                     | Ariano Suassuna                                       | Oscar Acosta                   | La Dolorosa               |
| 1989 | La lección                                                  | Eugène Ionesco                                        | Reynaldo Rampersad             | La Alumna                 |
| 1990 | Noche de guerra en el Museo del Prado                       | Rafael Alberti                                        | Guillermo Heras                | Varios                    |
| 1990 | Las bicicletas son para el verano                           | Fernando Fernán Gómez                                 | Ricardo Lombardi               | Charito                   |
| 1990 | Los Hombros de América                                      | Fausto Verdial                                        | José Ignacio Cabrujas          | Begoña                    |
| 1992 | La Pluma del Arcángel                                       | Arturo Uslar Pietri                                   | Juan Carlos Gené               | Tita                      |
| 1994 | Recordando con ira                                          | John Osborne                                          | Ricardo Lombardi               | Helena                    |
| 1994 | Los ojos del día                                            | Luis Agustoni                                         | Ricardo Lombardi               | Varios                    |
| 1994 | El pez que fuma                                             | Román Chalbaud                                        | José Ignacio Cabrujas          | Selva María               |
| 1995 | El matrimonio de Bette y Boo                                | Christopher Durang                                    | Héctor Manrique                | Emily                     |
| 1997 | Kean                                                        | Jean Paul Sartre                                      | Basilio Álvarez                | La Condesa Helena         |
| 1998 | Ardiente paciencia                                          | Antonio Skarmeta                                      | Héctor Manrique                | Beatriz                   |
| 1999 | Femenino y singular                                         | Arnold Wesker                                         | Gladys Prince                  | Beatriz                   |
| 2000 | El americano ilustrado                                      | José Ignacio Cabrujas                                 | Héctor Manrique                | María Eugenia de Lander   |
| 2000 | Violeta                                                     | Ana María Vallejo                                     | Francisco Denis                | Violeta                   |
| 2000 | Nosotros que nos quisimos tanto                             | Mariela Romero                                        | Armando Gota                   | Cantante                  |
| 2001 | La edad de la ciruela                                       | Arístides Vargas                                      | Basilio Álvarez                | Varios                    |
| 2003 | Criaturas                                                   | Autores Españoles                                     | Héctor Manrique                | Varios                    |
| 2004 | Casa de muñecas                                             | Henryk Ibsen                                          | Gladys Prince                  | Nora                      |
| 2004 | La cena de los idiotas                                      | Francis Weber                                         | Héctor Manrique                | Marlene                   |
| 2005 | El día que me quieras                                       | José Ignacio Cabrujas                                 | Juan Carlos Gené               | Matilde                   |
| 2010 | Un Dios salvaje                                             | Yasmina Reza                                          | Héctor Manrique                | Verónica Cabrera          |
| 2011 | Gorda                                                       | Neil Labute                                           | Héctor Manrique                | Juana                     |
| 2015 | Primero las damas                                           | José Jesús González                                   | José Jesús González            | Dama                      |
| 2015 | Maridos y Esposas                                           | Woddy Allen                                           | Héctor Manrique                | Esposa                    |
| 2015 | La calva Diva                                               | Eugène Ionesco Versión de Javier Vidal                | Jan Vidal                      | Sra. Sosa                 |
| 2016 | La Escala humana                                            | Javier Daulte                                         | Pedro Borgo                    | Mini                      |
| 2016 | Gorditas                                                    | Gustavo Ott                                           | Lissy González                 | Angélica Siso             |
| 2016 | Tal vez tu sombra                                           | Federico Roca                                         | Fernando Azpurua               | Silvia                    |
| 2016 | Terror                                                      | Ferdinand Von Schirach                                | Héctor Manrique                | Querellante               |
| 2017 | Carta de amor a Stalin                                      | Juan Mayorca Ruano                                    | Juvel Vielma                   | Bulgakova                 |
| 2017 | La foto                                                     | Gustavo Ott                                           | Héctor Manrique                | Laura                     |
| 2017 | El día que me quieras                                       | José Ignacio Cabrujas                                 | Héctor Manrique                | María Luisa               |
| 2018 | Los hombros de América                                      | Fausto Verdial.                                       | Héctor Manrique                | Encarna                   |
| 2019 | La Tribu                                                    | Nina Raine                                            | Rossana Hernández              | Beth                      |
| 2019 | Bodas de sangre                                             | Federico García Lorca                                 | Eduardo Viloria                | La Madre                  |
| 2020 | El vestidor                                                 | Ronald Harwood Versión de F. Masllorens / F. González | Héctor Manrique                | La Condesa                |

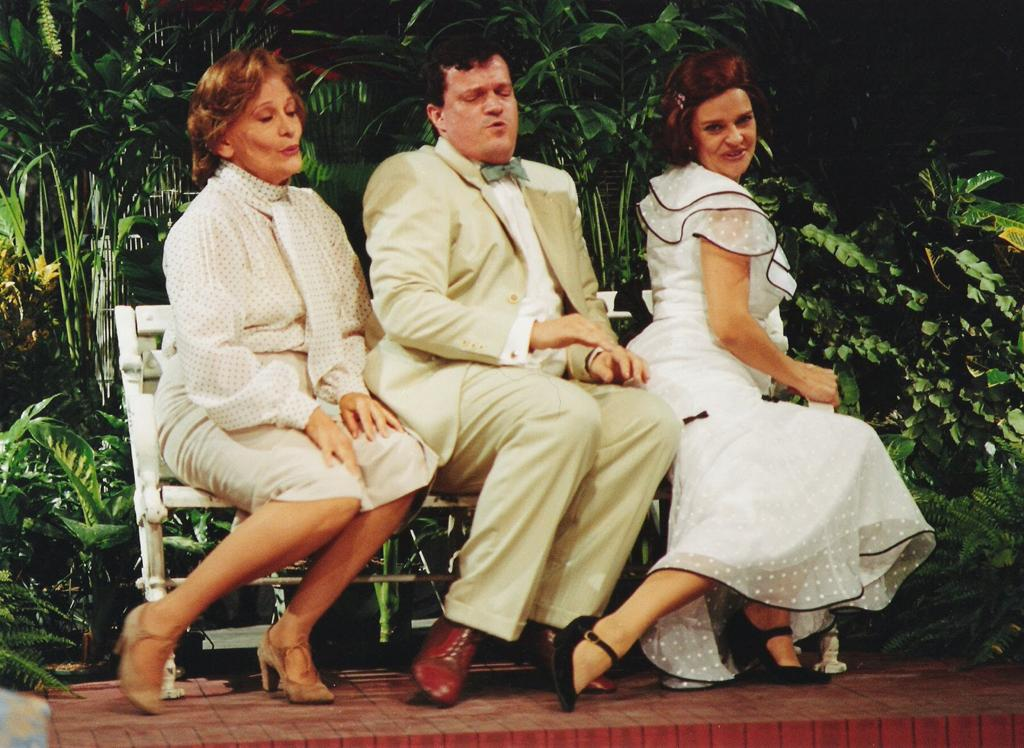
María Cristina Lozada, Basilio Álvarez y Martha Estrada en la obra de El día que me quieras de José Ignacio Cabrujas. Foto: Roland Streuli (2005)

| 2022 | ¿Qué opina usted de la mujer que le quita el marido a otra? | Oscar Yánes                                           | Julie Restifo y Martha Estrada | Maricarmen; Margot; Diana |
| 2022 | Amanecí como con ganas de morireme                          | Indira Páez                                           | Daniel Uribe                   | Varios                    |
| 2022 | Bestiarias                                                  | Pilar López Gómez                                     | Pilar López Gómez              | La Gata                   |

## Cine
| Año  | Película                                                                         | Personaje        | Director            |
| ---- | -------------------------------------------------------------------------------- | ---------------- | ------------------- |
| 2000 | La Pluma del Arcángel                                                            | Tita             | Luis Manso          |
| 2005 | Maroa                                                                            | Maestra          | Solveig Hoogesteijn |
| 2005 | El Caracazo                                                                      | Vecina           | Román Chalbaud      |
| 2013 | Pelo malo                                                                        | Perla            | Mariana Rondón      |
| 2014 | El Dicaprio de Corozopando Archivado el 4 de febrero de 2021 en Wayback Machine. | La Madre         | Luis Rahamut        |
| 2017 | Parque Central                                                                   | La Madre         | Luis Alberto Lamata |
| 2018 | El tercer deseo                                                                  | Lili             | Javier Mujica       |
| 2021 | Dirección Opuesta                                                                | Madre de Eugenia | Alejandro Bellame   |

## Televisión
| Año  | Título         | Género     | Personaje   | Canal |
| ---- | -------------- | ---------- | ----------- | ----- |
| 1996 | Volver a vivir | Telenovela | Yamileth    | RCTV  |
| 2018 | Eneamiga       | Telenovela | Dra. Rebeca | RCTV  |
| 2019 | Almas en pena  | Telenovela | La Madre    | RCTV  |

## Premios y reconocimientos
| Año  | Título                 | Premios / Reconocimientos                                                                               |
| ---- | ---------------------- | --- |
| 2000 | El americano ilustrado | Premio Marco Antonio Ettedgui Mención Especial                                                          |
| 2002 | La edad de la ciruela  | Premio Municipal de Teatro Mejor Actriz                                                                 |
| 2002 | La edad de la ciruela  | Premio CELCIT Mejor actriz                                                                              |
| 2002 | La edad de la ciruela  | Premio Marco Antonio Ettedgui Mejor actriz                                                              |
| 2005 | Por su trayectoria     | Orden al Mérito en el Trabajo Tercera Clase Ministerio del Trabajo, República Bolivariana de Venezuela. |
| 2019 | Por su trayectoria     | Reconocimiento como actriz venezolana Alcaldía de Baruta                                                |